# 锈毛刺葡萄
锈毛刺葡萄（学名：Vitis davidii var. ferruginea）是葡萄科葡萄属刺葡萄的变种。分布于中国大陆的浙江、福建、江西、广东等地，生长于海拔500米至1,200米的地区，多生长于山坡林中以及灌丛，目前尚未由人工引种栽培。